# Unitel (chaîne de télévision)
Unitel (Universal de Televisión) est une chaîne de télévision bolivienne appartenant à Grupo Monasterio.

## Émissions
- Telepaís (journal télévisé)
- La Revista (matinale)
- Calle 7 Bolivia (reality show)
- La Batidora
- Yo me llamo (reality show)
- A todo deporte
- Soy tu dueña (telenovela)
- Los Simpsons
- Tierra de reyes (telenovela)
- Las mil y una noches (série)
- Al fondo hay sitio (série)
- Pablo Escobar: el patrón del mal (telenovela)
- Padre de familia (série d'animation)
- El pájaro loco (série d'animation)
- Super libro (série d'animation)
- Cine Cantinflas
- Pucca (série d'animation)
- Ridículos (série)
- Tom et Jerry (série d'animation)
- Corre Video
- WWE SmackDown
- WWE Raw
- Lol :-)
- La pista
- 1000 maneras de morir
- Risas
- Fuera de Chiste
- El Mentalista (série)
- Los Guerreros Wasabi
- Los Vengadores: Los héroes más poderosos del planeta (série d'animation)
- Phineas y Ferb (série d'animation)
- Cine Aventura
- Señor Cine Premier
- El abogado del diablo (série)
- ¡Ahora Fútbol!
- La esclava Isaura (telenovela)
- Esmeraldas (série)